# Lista de prefeitos de Jandaíra (Rio Grande do Norte)
Esta é a lista de prefeitos de Jandaíra, município brasileiro do estado do Rio Grande do Norte.
| Nº | Prefeito                         | Imagem                    | Partido                   | Primeira-dama                                         | Início de mandato     | Fim de mandato         | Vice-prefeito                        | Observações             |
| -- | -------------------------------- | ------------------------- | ------------------------- | ----------------------------------------------------- | --------------------- | ---------------------- | ------------------------------------ | ----------------------- |
| 1  | Severino Matias de Melo          |                           |                           | Sebastiana Messias de Melo                            | 26 de janeiro de 1964 | 31 de janeiro de 1970  | —                                    | Prefeito nomeado        |
| 2  | Severino Ramos da Câmara         |                           | ARENA                     | Eva Maria de Freitas                                  | 31 de janeiro de 1970 | 31 de janeiro de 1973  | Sebastião Vitorino de Sousa          | Prefeito e vice eleitos |
| 3  | Jonas Secundo Lopes              |                           | ARENA                     | não encontrado                                        | 31 de janeiro de 1973 | 31 de janeiro de 1977  | Agripino Baracho da Costa            | Prefeito e vice eleitos |
| 4  | José Assunção Costa              |                           |                           | Maria José Costa                                      | 31 de janeiro de 1977 | 31 de janeiro de 1983  | Manoel Germano de Freitas            | Prefeito e vice eleitos |
| 5  | Silvano Pinheiro da Câmara       |                           | PDS                       | Dilma Bandeira Bezerra Câmara                         | 31 de janeiro de 1983 | 31 de dezembro de 1988 | Francisco de Assis Neto              | Prefeito e vice eleitos |
| 6  | Manoel Martins                   |                           | PMDB                      | Raimunda Andrade Martins                              | 1º de janeiro de 1989 | 31 de dezembro de 1992 | Fábio Magno Sabino Pinho Marinho     | Prefeito e vice eleitos |
| 7  | Fábio Magno Sabino Pinho Marinho |                           | PMDB                      | Kelly Cristina Dias Marinho                           | 1º de janeiro de 1993 | 31 de dezembro de 1996 | Francisco Pinheiro                   | Prefeito e vice eleitos |
| 8  | Manoel Martins                   |                           | PMDB                      | Raimunda Andrade Martins                              | 1º de janeiro de 1997 | 31 de dezembro de 2000 | José Selmo de Melo                   | Prefeito e vice eleitos |
| 9  | Silvano Pinheiro da Câmara       |                           | PFL                       | Dilma Bandeira Bezerra Câmara                         | 1º de janeiro de 2001 | 31 de dezembro de 2004 | Jacó Araújo de Monteiro              | Prefeito e vice eleitos |
| 10 | Fábio Magno Sabino Pinho Marinho |                           | PMDB                      | —                                                     | 1º de janeiro de 2005 | 31 de dezembro de 2012 | Edilza Suely Severiano Costa         | Prefeito e vice eleitos |
| 10 | Fábio Magno Sabino Pinho Marinho | Prefeito e vice reeleitos | PMDB                      | —                                                     | 1º de janeiro de 2005 | 31 de dezembro de 2012 | Edilza Suely Severiano Costa         |                         |
| 11 | José Roberto de Sousa            |                           | PR                        | Alzenira Vicente de Sousa                             | 1º de janeiro de 2013 | 31 de dezembro de 2016 | Manoel Marcone Bezerra               | Prefeito e vice eleitos |
| 12 | Marina Dias Marinho              |                           | PMDB                      | George Marcos de Aquino Freitas (Primeiro-cavalheiro) | 1º de janeiro de 2017 | 31 de dezembro de 2024 | Laércio Neves de França              | Prefeita e vice eleitos |
| 12 | Marina Dias Marinho              | MDB                       | Prefeita e vice reeleitos | George Marcos de Aquino Freitas (Primeiro-cavalheiro) | 1º de janeiro de 2017 | 31 de dezembro de 2024 | Laércio Neves de França              |                         |
| 13 | Reginaldo Vitorino da Silva      |                           | PT                        | não encontrado                                        | 1º de janeiro de 2025 | até a atualidade       | Roberto Alessandro Martins Figueredo | Prefeito e vice eleitos |